# Mari
Mari (klinopisno 𒈠𒌷𒆠, ma-riki), sedanji Tell Hariri (arabsko تل حريري‎), je bila starodavna semitska mestna država v sedanji Siriji. Ostanki mesta in tella so na zahodnem bregu Evfrata 11 kilometrov severozahodno od Abu Kamala in približno 120 kilometrov jugovzhodno od Deir ez-Zorja. Mari je kot trgovsko središče in hegemonska država cvetel od okoli leta 2900 do 1759 pr. n. št. Mesto je bilo zgrajeno načrtno sredi trgovskih poti ob Evfratu. Bilo je posrednik med Sumerijo na jugu in eblaitskim kraljestvom ter Levantom na zahodu. 
Mari je bil sredi 26. stoletja pr. n. št. zapuščen in kmalu spet obnovljen ter pred letom 2500 pr. n. št. postal glavno mesto hegemonske vzhodnosemitske države. Zapletel se je v dolgo vojno s svojim tekmecem Eblo. Znan je bil po močni naklonjenosti sumerski kulturi. V 23. stoletju pr. n. št. so Mari uničili Akadci, ki so dovolili obnovo mesta in imenovali vojaškega guvernerja z naslovom šakkanakku (vojaški guverner). Guvernerji so se po razpadu Akadskega cesarstva osamosvojili in iz mesta naredili regionalno središče doline srednjega Evfrata. Šakkanakkuji so v Mariju vladali do druge polovice 19. stoletja pr. n. št., ko je dinastija iz neznanih razlogov propadla. Kmalu po njihovem propadu je Mari postal prestolnica amoritske dinastije Lim. Amoritski Mari je bil kratkoživ, ker ga je okoli leta 1761 pr. n. št. okupirala Babilonija. Kot majhno mesto je preživel oblast Babiloncev in Asircev, v helenističnem obdobju pa je bil zapuščen in pozabljen.
Marijci so častili semitska in sumerska božanstva. V predamoritskem obdobju je bilo čutiti močan sumerski kulturni vpliv. Mari ni bil mesto sumerskih priseljencev, ampak mesto sumersko govorečih prebivalcev, ki so govorili narečje, podobno eblaitščini. Amoriti so bili Zahodni Semiti, ki so se začeli tja naseljevati pred 21. stoletjem pr. n. št. Do prihoda dinastije Lim okoli 1830 pr. n. št. so postali dominantna populacija v Rodovitnem polmesecu. 
Odkritje Marija leta 1933 je dalo pomemben vpogled v geopolitični zemljevid starodavne Mezopotamije in Sirije, ker se je v mestu našlo več kot 25.000 tablic s pomembnimi podatki o upravljanju države v 2. tisočletju pr. n. št. in diplomatskih stikih med političnimi entitetami v regiji. Podatki so razkrili obširne trgovske mreže, ki so v 18. stoletju pr. n. št. segale do Afganistana v Srednji Aziji in Krete v vzhodnem Sredozemlju.

## Ime
Ime Mari, v klinopisu zapisano kot 𒈠𒌷𒆠 (ma-riki), izhaja iz imena boga Mera, starodavnega severnomezopotamskega in sirskega boga neurja in zavetnika mesta. Obe imeni sta se sprva pisali enako.

## Zgodovina

### Prvo kraljestvo
Za Mari se domneva, da se ni razvil iz majhnega naselja, temveč je bil v zgodnjem dinastičnem obdobju okoli 2900 pr. n. št. zavestno zgrajen kot novo mesto, ki naj bi nadziralo vodne poti po Evfratu, ki so povezovale Lavant s Sumerijo na jugu. Mesto je bilo zgrajeno 1 do 2 km zahodno od Evfrata, da bi bilo zavarovano pred poplavami. Z reko je bilo povezano s 7 do 10 km dolgim umetnim kanalom, ki je služil za transport blaga, vendar je zdaj njegovemu toku težko slediti.
Izkopavanje mesta je težavno, ker je zakopano globoko pod kasnejšimi bivalnimi plastmi. Do zdaj sta bila odkrita obrambni sistem pred poplavami in 6,7 m debel krožni nasip za zaščito mesta pred sovražniki. Na površini, dolgi okoli 300 m in zavarovani s posebnim 8 do 10 m visokim obzidjem, okrepljenim z obrambnimi stolpi, so bili vrtovi in obrtniške četrti. Med druge najdbe spadajo ena od mestnih vrat, ulica, ki se začne v središču mesta in konča pri vratih, in stanovanjske hiše. Mari je imel osrednjo gomilo (tell), na kateri niso odkrili nobenega templja ali palače. V mestu samem je bila izkopana velika palača dolga 32 m in široka 25 m, ki je bila, kot kaže, upravna zgradba. Imela je kamnite temelje in prostore, dolge 12 in široke 6 metrov. Mesto je bilo iz neznanega vzroka zapuščeno v zgodnjem dinastičnem obdobju okoli leta 2550 pr. n. št.

### Drugo kraljestvo
Nekje na začetku zgodnjega dinastičnega obdobja III (pred letom 2500 pr. n. št.) je bil Mari ponovno naseljen in obnovljen. Novo mesto je imelo veliko značilnosti starega mesta, vključno z notranjim obzidjem in mestnimi vrati. Obdržalo je tudi zunanji okop s premerom 1,9 km. Na njem je bilo dva metra široko obzidje za zaščito lokostrelcev.
Mesto samo je bilo popolnoma preurejeno po skrbno pripravljenih načrtih. Najprej so bile zgrajene ulice iz dvignjenega središča mesta do mestnih vrat, ki so zagotavljale odtekanje meteorne vode.
V središču mesta je bila kraljeva palača, zgrajena tako, da je služila tudi kot tempelj. Pod palačo so bile odkrite štiri arheološke plasti (od najmlajše P0 do najstarejše P3). Spodnji dve plasti sta iz akadskega obdobja. Izkopani sta gornji dve plasti, v katerih so odkrili tempelj, imenovan Enceinte Sacrée (Sveto mesto). Bil je največji v mestu, komu je bil posvečen, pa ni znano. Izkopana je bila tudi stebriščna prestolna dvorana in dvorana s tremi dvojnimi vrstami lesenih stebrov, ki je vodila v tempelj.
V mestu je bilo odkritih še šest drugih templjev, vključno s templjem Massif Rouge, posvečen neznanemu božanstvu, in templji bogov Nini-Zaze, Ištarat, Ištar, Ninhursage in Šamaša. Vsi templji, razen Ištarinega, so stali v središču mesta. Na prostoru med Enceinte Sacrée in Massif Rouge je bilo verjetno upravno središče velikega svečenika.
Zdi se, da je bilo Drugo kraljestvo močna in politično uspešna država. Kralji so se naslavljali z lugal. Za mnoge obstajajo pisni dokazi, med katerimi je najpomembnejše pismo lugala Enna-Dagana Irkab-Damu iz Eble, napisano okoli leta 2350 pr. n. št. Kralj Marija v njem omenja svoje predhodnike in njihove vojaške dosežke. Branje tega pisma je še vedno problematično, zato obstajajo številne interpretacije njegove vsebine.

#### Vojna z Eblo
Najzgodnejši potrjeni kralj v pismu Enne-Dagana je Ansud, ki je omenjen kot napadalec na Eblo, tradicionalnega rivala Marija, s katerim je imel Mari dolgo vojno, v kateri je osvojil številna eblaitska mesta, vključno z Belanom. Naslednji v pismu omenjeni kralj je Sa'umu, ki je osvojil deželi Ra'ak in Nirum. Sredi 25. stoletja pr. n. št. je Mari premagal kralj Eble Kun-Damu. Vojna se je nadaljevala pod Ištub-Išarjem, ko je Mari v času eblaitske šibkosti sredi 24. stoletja pr. n. št. osvojil Emar. Eblaitski kralj Igriš-Halam je moral marijskemu kralju Iblul-Ilu plačevati davek. V pismu je omenjeno, da je Iblul-Il osvojil številna eblaitska mesta in vodil pohode v regiji Burman.
Davke je prejemal tudi Enna-Dagan. Njegovo vladanje se je v celoti prekrivalo z vladanjem Irkab-Damuja Eblaitskega, ki je uspel premagati Mari in mu prenehal plačevati davek. Mari je premagal Eblin zaveznik Nagar v sedmem letu eblaitskega vezirja Ibriuma, kar je povzročilo blokado trgovskih poti med Eblo in južno Mezopotamijo preko severne Mezopotamije. Vojna je dosegla vrh, ko je eblaitski vezir Ibbi-Sipiš sklenil zavezništvo z Nagarjem in Kišem, da bi porazili Mari v bitki pri Terki. Ebla sama je doživela prvo uničenje nekaj let za Terko okoli leta 2300 pr. n. št. med vladanjem marijskega kralja Hajdarja. Po mnenju Alfonsa Archija je Hajdarja nasledil Iški-Mari, katerega kraljevi pečat so našli. Na njem so prizori bitk, zato Archi meni, da je bila Ebla uničena, ko je bil Iški-bari še general.

#### Uničenje Drugega kraljestva
Samo deset let po uničenju Eble (okoli 2300 pr. n. št., srednja kronologija) je Mari uničil in požgal Sargon Akadski. To leto njegovega vladanja se imenuje "Leto, v katerem je bil uničen Mari". Michael Astour je predlagal datum okoli 2265 pr. n. št. (kratka kronologija). Zadnji kralj Marija pred akadsko osvojitvijo mesta je bil verjetno Iški-Mari. Sargon Akadski je pobiral davek v Mariju in Elamu:
"Kralj Sargon se je v Tutuli priklonil Daganu. On (Dagan) mu je dal Gornjo deželo: Mari, Jarmuti in Eblo vse do Cedrovega gozda in Srebrnih gora."
— Sargonov napis v Nipurju

### Tretje kraljestvo
Marijsko kraljestvo je bilo dve generaciji opustošeno, dokler ga ni obnovil akadski kralj Maništušu. Mesto je upravljal njegov vojaški guverner (šakkanakku). Akadci so imeli v mestu neposredno oblast, kar je razvidno iz Naram-Sinovega imenovanja dveh njegovih hčera na svečeniška položaja v mestu.

#### Dinastija šakkanakkujev
Prvi član dinastije šakkanakkujev je bil Ididiš, imenovan okoli leta 2266 pr. n. št. Iz seznama šakkanakkujev je razvidno, da je vladal 60 let in da ga je nasledil sin, s čimer je položaj postal deden.
Splošni načrt tretjega Marija je ostal nespremenjen. Staro kraljevo palačo je zamenjala nova palača šakkanakkujev. V vzhodnem delu mesta je bila zgrajena še ena manjša palača, v kateri so bile grobnice kraljev iz prejšnjih obdobij. Obrambni okopi so bili obnovljeni in okrepljeni, nabrežje pa je bilo spremenjeno v do deset metrov širok obrambni nasip. Notranji obzidani tempeljski kompleks z Ninhursaginim templjem se je obdržal, medtem ko so templji Ninni-Zaze in Ištarat izginili. Zgrajen je bil nov "tempelj levov", posvečen Daganu. Tempelj je zgradil šakkanakku Ištub-Ilum in mu prizidal pravokotno teraso za žrtvovanja v velikosti 40 × 20 metrov.
Akadsko kraljestvo je med Šar-Kali-Šarijevim vladanjem razpadlo. Mari je spet postal samostojen, vendar so šakkanakuji vladali tudi med Tretjo ursko dinastijo. Ko se je marijska princesa poročila s sinom urskega kralja, je Mari formalno prišel pod ursko oblast, kar ni oviralo njegove neodvisnosti. Nekaj šakkanakkujev je v svojih posvetilnih napisih uporabljalo celo kraljevski naslov lugal, medtem ko so v uradni korespondenci z urskim dvorom uporabljali naslov šakkanakku. Dinastija je iz neznanih vzrokov izginila dolgo pred ustanovitvijo naslednje dinastije v drugi polovici 19. stoletja pr. n. št.

#### Dinastija Lim
Za 2. tisočletje pr. n. št. v Rodovitnem polmesecu je bila značilna širitev Amoritov, ki so dosegli vrhunec z osvojitvijo in vladavino na večini regije, vključno z Marijem, ki je okoli leta 1830 pr. n. št. postal sedež amoritske dinastije Lim pod kraljem Jagid-Limom. Zapisi in arheološke najdbe so razkrili visoko stopnjo kontinuitete med obdobji šakkanakkujev in Amoritov in ovrgli teorijo, da je bil Mari v prehodnem obdobju opuščen.
Jagid-Lim je bil pred osvojitvijo Marija vladar Supruma. Sklenil je zavezništvo z Ila-kabkabujem iz Ekallatuma, vendar se je njuno zavezništvo kmalu sprevrglo v odkrito vojno. Konflikt se je končal, ko je Ila-kabkabu ujel Jagid-Limovega naslednika Jahdun-Lima, ki je preživel Ila-kabkabuja, pa so ubili njegovi služabniki. Jahdun-Lim je ne glede na to okoli leta 1820 pr. n. št. trdno vladal kot kralj Marija.
Jadhun-Lim je svojo vladavino začel s podjarmljenjem sedmih uporniških plemenskih poglavarjev, obnovitvijo obzidja v Mariju in Terki in gradnjo nove trdnjave z imenom Dur-Jahdun-Lim. Zatem je začel širiti ozemlje proti zahodu in trdil, da je prišel do Sredozemskega morja. Kasneje se je moral soočiti z uporom nomadskega plemena Banu-Jamina s središčem v Tutulu. Upornike je podpiral jamhadski kralj Sumu-Epuh, katerega interese je ogrožalo malo pred tem sklenjeno zavezništvo med Jahdun-Limom in Ešnuno. Jahdun-Lim je porazil Jamine, odprti vojni z Jamhadom pa se je izognil, ker je Mari okupiral njegov rival, asirski kralj Šamši-Adad I., sin pokojnega Ila-Kabakuja. Vojna se je končala s porazom Marija in Jahdun-Limovim umorom leta 1798 pr. n. št. Dve leti kasneje je bil umorjen tudi njegov domnevni sin in naslednik Sumu-Jamam. Mari je zasedel Šamši-Adad I. in ga priključil k svojemu kraljestvu.

##### Asirsko obdobje in restavracija Limov
Šamši-Adad je za novega marijskega kralja imenoval svojega sina Jasmah-Adada in ga poročil z Jahdun-Limovo hčerko. Ostali člani rodbine Lim so se zatekli v Jamhad. Da bi utrdil svoj položaj proti novemu sovražniku Jamhadu, se je Šamši-Adad poročil z Betlum, hčerko kralja Katne Iši-Adduja. Jasmah-Adad je svojo nevesto zanemarjal, kar je povzročilo politično krizo. Izkazal se je za nesposobnega vladarja in sprožil bes njegovega očeta, ki je umrl okoli 1776 pr. n. št. Vojska Jarim-Lima I. je iz Jamhada vdrla v Mari, da bi podprla Zimri-Lima, dediča dinastije Lim.
Medtem ko je Zimri-Lim s svojo vojsko napredoval proti Mariju, je poglavar Zimri-Limovega plemena Banu-Simaal strmoglavil Jasmah-Adada in ga prisilil na beg iz kraljestva. Zimri-Lim je prišel v Mari nekaj mesecev po njegovem pobegu. Kmalu po prihodu se je leta 1776 pr. n. št. poročil s princeso Šibtu, hčerko Jarim-Lima I. Zimri-Limov prihod na prestol s pomočjo Jarim-Lima I. je slednjemu omogočil vpliv na status Marija. Zimri-Lim je Jarim-Lima I. omenjal kot svojega očeta, kralj Jamdada pa mu je ukazal, da se razglasi za služabnika najvišjega jamhadskega božanstva Hadada.
Zimri-Lim je svoje vladanje začel s pohodom proti plemenu Banu-Jamina in sklepanjem zavezništva z Ešnuno in babilonskim kraljem Hamurabijem.  Svojo vojsko je poslal na pomoč Babiloncem. Svojo ekspanzionistično politiko je usmeril proti severu v porečje gornjega Haburja, imenovano Idamaraz, kjer je podjarmil več malih kraljestev, med njimi Urkeš in Talhajum, in jih prisilil v vazalstvo. Na pohodu je naletel na odpor kralja Andariga Karni-Lima. Zimri-Lim ga je porazil in okoli leta 1771 pr. n. št. vzpostavil oblast nad celo regijo. Začelo se je obdobje relativnega miru in kraljestvo je začelo cveteti kot trgovsko središče.
Odnose z Babilonom je poslabšal spor zaradi mesta Hit, ki je zahteval veliko pogajalskega časa, medtem pa se je okoli leta 1765 pr. n. št. začela vojna z Elamom, v katero sta bili vključeni obe kraljestvi. Nazadnje je Mari okoli leta 1761 pr. n. št. napadel še Hamurabi in končal vladavino dinastije Lim. Terka je postala prestolnica skromnega Kraljestva Hana.
Največja Zimri-Limova zapuščina je obnovljena kraljeva palača z 275 sobami, kip Boginja z vazo in kraljevi arhiv z nekaj tisoč tablicami.

### Kasnejša obdobja
Mari je preživel uničenje in se okoli leta 1759 pr. n. št. uprl Babilonu, zato je Hamurabi uničil celo mesto. Mari se je pretvoril v majhno vas pod babilonsko upravo. Kasneje je postal del Asirije kot eno od ozemelj, ki jih je osvojil asirski kralj Tukulti-Ninurta I. (vladal 1243–1207 pr. n. št.). Zatem je nenehno menjaval asirske in babilonske oblastnike.
Sredi 11. stoletja pr. n. št. je Mari postal del Hane, katere kralj Tukulti-Mer je privzel naslov "kralj Marija" in se uprl Asiriji, zaradi česar je asirski kralj Ašur-bel-kala napadel mesto. Postal je del Novoasirskega kraljestva in bil v prvi polovici 8. stoletja pr. n. št. dodeljen nekemu Nergal-Erišu, ki je vladal pod oblastjo kralja Adad-Nirarija III. (vladal 810–783 pr. n. št.).  Okoli leta 760 pr. n. št. se je v gornjem delu srednjega Evfrata, ki je bil uradno pod oblastjo asirskega kralja Ašur-dana III., za neodvisnega guvernerja Suhuja in Marija razglasil Šamaš-Riša-Ušur in oblast prenesel na svojega sina Ninurta-Kudurri–Usurja. Ker se je Mari takrat nahajal v tako imenovani Deželi Lake, je malo verjetno, da bi v njem dejansko vladala družina Usur. Vse kaže, da je bil naslov uporabljen iz političnih razlogov. Mari se je kot majhno naselje obdržal do helenističnega obdobja in nato izginil iz zapisov.

## Prebivalci, jezik in vlada
Ustanovitelji Marija bi lahko bili Sumerci ali verjetneje vzhodnosemitsko govoreči ljudje iz Terke v severni Mezopotamiji. I.J. Gelb povezuje ustanovitev Marija s kiško civilizacijo, kulturno entiteto vzhodnosemitsko govorečega prebivalstva, naseljenega od osrednje Mezopotamije do Eble v zahodnem Levantu.
Mari je bil na svojem vrhu drugo največje mesto v Mezopotamiji in imel okoli 40.000 prebivalcev. Prebivalstvo je govorilo vzhodnosemitsko narečje, zelo podobno eblaitščini, medtem ko je imel Mari v obdobju šakkanakkujev vzhodnosemitsko-akadsko govoreče prebivalstvo. V Drugem marijskem kraljestvu so se začela pojavljati zahodnosemitska imena. V srednji bronasti dobi so zahodnosemitska amoritska plemena postala večina pastirskega prebivalstva v dolinah srednjega Evfrata in Haburja. Amoritska imena so proti koncu obdobja šakkanakkujev začela pojavljati tudi med člani vladajoče dinastije.
Med vladavino Limov je prebivalstvo postalo pretežno amoritsko, vendar je vključevalo tudi Akadce. Prevladujoč pogovorni jezik je postala amorejščina, za pisanje pa se je še naprej uporabljala akadščina.
Pastirske Amorite so v Mariju imenovali Hanejci. Izraz je na splošno označeval nomade. Hanejci so bili razdeljeni na Banu-Jamina (Sinovi desnice) in Banu-Simaal (Sinovi levice). Vladarska rodbina je pripadala Banu-Simaal. V kraljestvu je v okrožju Terka živelo tudi pleme Sutejcev.
Mari je bil absolutna monarhija, v kateri je kralj s pomočjo pisarjev nadziral vse vidike državne uprave. V obdobju Limov je bilo kraljestvo razdeljeno na prestolnico in štiri province s sedeži v Terki, Sagaratumu, Katunanu in Tutulu. Vsaka provinca je imela svojo upravo. Vlada je kmečko prebivalstvo oskrbovala s plugi in drugim poljedelskim orodjem in v zameno dobivala del pridelka.

## Kultura in religija
Prvo in Drugo kraljestvo sta bila pod močnim vplivom sumerskega juga. Družbo je vodila mestna oligarhija. Meščani so bili dobro znani po dovršenih pokrivalih in oblačilih. Koledar je temeljil na sončnem letu, razdeljenem na dvanajst mesecev. Enak koledar so uporabljali tudi v Ebli in ga imenovali "stari eblaitski koledar". Pisalo se je v sumerščini, umetniška dela in arhitektura pa se niso razlikovala od sumerskih.
Mezopotamski vpliv na marijsko kulturo se je nadaljeval tudi v amoritskem obdobju, kar je razvidno iz babilonskega sloga pisave, ki so jo uporabljali v mestu. Sumerski vpliv je bil vsekakor manjši kot v prejšnjih obdobjih. V Mariju je začel prevladovati sirski slog, razviden iz pečatov vladarjev, ki so bili nedvomno sirskega porekla.
Družba je bila razdeljena na plemena, sestavljena večinoma iz poljedelcev in nomadov (Hanejci). V nasprotju z Mezopotamijo je imel tempelj v vsakdanjem življenju manjšo vlogo, ker je bila večina moči zbrana v vladarski palači. Ženske so bile relativno enake moškim. Kraljica Šibtu, na primer, je vladala v moževem imenu, ko je bil odsoten, in imela obsežne pristojnosti in avtoriteto nad moževimi najvišjimi uradniki.
Marijski panteon je vključeval sumerska in semitska božanstva. Večino zgodovine je bil glavno božanstvo panteona Dagan, medtem ko je bil mestni zavetnik bog Mer. Med semitska božanstva so spadali boginja plodnosti Ištar, Attar in bog sonca Šamaš, ki je spadal med najpomembnejša mestna božanstva. Zanj so verjeli, da je vseveden in vseviden. Med sumerska božanstva so spadali Ninhursaga, Dumuzi, Enki, Anu in Enlil. Pomembno vlogo je imelo preroštvo. Templji so zato imeli tudi preroke, ki so svetovali kralju in sodelovali na verskih praznovanjih.

## Gospodarstvo
V prvem Mariju so odkrili najstarejše lončarsko vreteno v Siriji. Mesto je bilo središče metalurgije brona, znano tudi po livarstvu, barvarstvu in lončarstvu. Oglje je dobivalo iz pokrajin ob gornjem Evfratu in Haburju.  
Gospodarstvo Drugega marijskega kraljestva je temeljilo na poljedelstvu in trgovanju. Bilo je centralizirano in pod nadzorom lokalnih organizacij. Žito se je hranilo v komunalnih kaščah in delilo v skladu s socialnim položajem. Skupnost je nadzirala tudi črede živine in drobnice. Nekaj ljudi je bilo neposredno povezanih s palačo in ne lokalnimi organizacijami. Mednje so spadali proizvajalci kovin in tekstila in vojaški uradniki. Pomembna partnerica in hkrati tekmica je bila Ebla. Mari je zaradi nadzora nad cestno povezavo med Levantom in Mezopotamijo postal pomembno trgovsko središče.
Amoritski Mari je ohranil starejše vidike gospodarstva, ki je še vedno v veliki meri temeljilo na namakanem kmetijstvu v dolini Evfrata. Mesto je ohranilo svojo trgovsko vlogo in bilo središče trgovcev iz Babilonije in drugih kraljestev. Blago z vzhoda in zahoda je dobivalo po Evfratu in ga izvažalo proti severu, severozahodu in zahodu. Glavno trgovsko blago sta bila baker in kositer, uvožena z iranske planote in nato izvožena na zahod do Krete. Med drugimi dobrinami so bili tudi dragi kamni iz sodobnega Afganistana, baker s Cipra, srebro iz Anatolije, les iz Libanona, zlato iz Egipta, oljčno olje, vino in tekstil.

## Odkritje
Mari je bil odkrit leta 1933. Odkrili so ga pripadniki krajevnega beduinskega plemena, ki so v gomili Tell Hariri iskali primeren kamen za nagrobnik svojega nedavno preminulega plemenskega poglavarja. Med kopanjem so naleteli na kip brez glave. Ko so za odkritje izvedele francoske oblasti v Siriji, je 14. decembra 1933 začela okolico najdišča odkopavati skupina arheologov iz pariškega Louvrea in odkrila temelje templja boginje Ištar, kar je sprožilo bolj sistematične raziskave.
Sledila je najdba več kot 25.000 arhivskih glinastih tablic, pisanih v akadskem klinopisu, in postalo je jasno, da najdišče predstavlja najzahodnejšo točko sumerske kulture. Najdbe so razstavljene v Louvreu, Narodnem muzeju Alepa, Narodnem muzeju Damaska in Muzeju Deir ez-Zora. V slednjem je razstavljena fasada sobe Dvor palm v Zimri-Limovi palači. Soba je bila rekonstruirana, vključno s stenskimi poslikavami.
Mari so izkopavali v letnih kampanjah 1933–1939, 1951–1956 in od leta 1960. Izkopavanja je 21 sezon do leta 1974 vodil André Parrot. V letih 1979-2004 jih je vodil Jean-Claude Margueron in od leta 2005 Pascal Butterlin. Mariju je od leta 1982 posvečen poseben časopis z naslovom Mari: Annales de recherches interdisciplinaires. Arheologi so poskušali ugotoviti, koliko zgodovinskih plasti ima mesto. Vsaka vertikalna sonda do deviških tal je odkrila toliko pomembnih najdb, da so morali izkopavanja nadaljevati v vodoravni smeri.
Poleg znamenitega arhiva glinastih tablic so arheologi odkrili še kipe iz mavca, brona in lapisa lazuli, 20 cm visok kipec pevca Ur-Nanse in druge predmete, na primer modele jeter, pomembne za prerokovanje. 

### Tablice iz Marija
Tablice so pisane v akadščini in vsebujejo podatke o kraljestvu, njegovih običajih in ljudstvih iz tistega časa. Več kot 3000 tablic so pisma, ostale pa vsebujejo kraljeve odloke, pravna besedile, blagajniške zapise, navodila za gradnjo kanalov, jezov, zapornic in drugih objektov za namakanje, poslovna besedila in diplomatsko korespondenco. Skoraj vse tablice so iz zadnjih petdeset let marijske neodvisnosti (okoli 1800-1750 pr. n. št.) Večina tablic je objavljenih. Jezik besedil je uradna akadščina, osebna in krajevna imena, kot so Peleg, Serug, Nahor, Tarah in Haran, in sintaksa pa kažejo, da je pogovorni jezik Marijcev spadal v skupino severozahodnih semitskih jezikov.

## Seznami vladarjev
Zgodovino Marija je mogoče razdeliti na tri kraljestva, v katerih je vladalo več dinastij vladarjev. 

### Prvo kraljestvo
Sumerski seznam kraljev omenja dinastijo šestih kraljev, podrejenih zdaj Adabu zdaj Kišu. Na zgodnjih kopijah seznama so imena zelo poškodovana, sicer pa so povezana z zgodovinskimi vladarji iz Drugega kraljestva. V Šubat-Enlilu (Tell Lejlan) je bil odkrit nepoškodovan seznam vladarjev, sestavljen v novobabilonskem obdobju. Imena na seznamu niso podobna imenom zgodovinsko izpričanih vladarjev Drugega kraljestva, kar kaže, da so imeli sestavljavci seznama v mislih starejšo in verjetno legendarno dinastijo, ki je vladala pred Drugim kraljestvom.
| Vladar                                                     |                             | Dolžina vladanja | Komentar               | Epitet             |
| ---------------------------------------------------------- | --------------------------- | ---------------- | ---------------------- | ------------------ |
| Kralji s Sumerskega seznama kraljev                        |                             |                  |                        |                    |
| "Potem je bil Adab poražen in kraljevanje je prevzel Mari" |                             |                  |                        |                    |
| Anbu                                                       | Sumerian King List, 1800 BC | 30 let           | Ime se bere tudi Ilšu. |                    |
| Anba                                                       | Sumerian King List, 1800 BC |                  | 17 let                 | "Anbujev sin".     |
| Bazi                                                       | Sumerian King List, 1800 BC |                  | 30 let                 | "strojar (usnja)". |
| Zizi                                                       | Sumerian King List, 1800 BC |                  | 20 let                 | "suknjar"          |
| Limer                                                      | Sumerian King List, 1800 BC |                  | 30 let                 | "svečenik 'gudug'" |
| Šarrum-iter                                                | Sumerian King List, 1800 BC |                  | 9 let                  |                    |
| "Potem je bil Mari poražen in kraljestvo je vzel Kiš."     |                             |                  |                        |                    |

### Drugo kraljestvo
Časovno zaporedje kraljev Drugega kraljestva je zelo nezanesljivo, predpostavlja pa se, da so v Enne-Daganovem pismu našteti v pravem časovnem zaporedju. Veliko kraljev je izpričanih v njihovih votivnih predmetih, odkritih v mestu, datumi pa so morda nenatančni.
| Drugo kraljestvo |  |                            | |
| Ikun-Šamaš       |  |                            | Vladal pred Ur-Nanšejem Lagaškim.                                                                                             |
| Iku-Šamagan      |  | okoli 2453 pr. n. št.      | Njegovo ime je napisano na votivnem kipu njegovega uradnika "Šibuma".                                                         |
| Ansud            |  | okoli 2423–2416 pr. n. št. | Njegovo ime je (kot Hanusum) napisano na vrču, ki ga je v Mari poslal Mesanepada Urski. Ime se je (po Pettinatu) bralo Anubu. |
| Sa'umu           |  | okoli 2416–2400 pr. n. št. | Izpričan v Enna-Daganovem pismu kot osvajalec mnogih dežel.                                                                   |
| Ištub-Išar       |  | okoli 2400 pr. n. št.      | Izpričan v Enna-Daganovem pismu kot osvajalec Emarja in drugih eblaitskih vazalov.                                            |
| Ikun-Mari        |  |                            | Ime je napisano na vrču, najdenem v Mariju.                                                                                   |
| Iblul-Il         |  | okoli 2380 pr. n. št.      | Iblul-Il je prisilil Eblo k plačevanju davka.                                                                                 |
| Nizi             |  |                            | Njegovo vladanje je trajalo tri leta.                                                                                         |
| Enna-Dagan       |  | okoli 2340 pr. n. št.      | Napisal pismo Irkab-Damu Eblaitskemu z zahtevo po marijski oblasti.                                                           |
| Ikun-Išar        |  | okoli 2320 pr. n. št.      | Dokazan v arhivih Eble. |
| Hidar            |  | okoli 2300 pr. n. št.      | Dokazan v arhivih Eble, uničenih med njegovim vladanjem.                                                                      |
| Iški-Mari        |  | c. 2300 BC                 | Njegovo ime se je v preteklosti bralo Lamgi-Mari. Hipotetično zadnji kralj Marija pred akadsko osvojitvijo kraljestva.        |

### Tretje kraljestvo
V Tretjem kraljestvu sta vladali dve dinastiji: vojaški guvernerji (šakkanakku) in dinastija Lim. Seznam šakkanakkujev ni popoln in po Hanun-Daganu, ki je vladal proti koncu urskega obdobja okoli leta 2008 pr. n. št. (po kratki kronologiji okoli 1920 pr. n. št.), postane popolna praznina. Za Hanun-Daganom je vladalo še približno trinajst šakkanakkujev, od katerih je znanih samo nekaj. Zadnji znani je vladal malo pred Jagid-Limom, ki je okoli leta 1830 pr. n. št. ustanovil Limsko dinastijo. Vladanje Limske dinastije je prekinila asirska okupacija v letih 1796–1776 pr. n. št.
| Šakkanakkuji               |  |                            | |
| Ididiš                     |  | okoli 2266-2206 pr. n. št. | |
| Šu-Dagan                   |  | okoli 2206-2200 pr. n. št. | Ididišev sin. |
| Išme-Dagan                 |  | okoli 2190-2146 pr. n. št. | Vladal 45 let. |
| Nur-Mer                    |  | okoli 2153-2148 pr. n. št. | Sin Išme-Dagana. |
| Ištub-Ilum                 |  | okoli 2147-2136 pr. n. št. | Sin Išme-Dagana in Nur-Merov brat.                                                                                        |
| Išgum-Adu                  |  | okoli 2135-2127 pr. n. št. | Vladal osem let. |
| Apil-kin                   |  | okoli 2126-2091 pr. n. št. | Išme-Daganov sin. Na votivnem napisu njegove hčerke je omenjen kot kralj (lugal).                                         |
| Idi-ilum                   |  | okoli 2090-2085 pr. n. št. | Njegovo ime se bere tudi Iddin-El; vladal 5 let.                                                                          |
| Ili-Išar                   |  | okoli 2084-2072 pr. n. št. | Apil-kinov sin in Tura-Daganov brat, vladal 12 let. Njegovo ime je napisano na zidaku.                                    |
| Tura-Dagan                 |  | okoli 2075–2050 pr. n. št. | Apil-kinov sin in Ili-Išarjev brat, vladal 25 let.                                                                        |
| Puzur-Ištar                |  | okoli 2050-2025 pr. n. št. | Tura-Daganov sin. Uporabljal je kraljevski naslov.                                                                        |
| Hitlal-Era                 |  | okoli 2024–2017 pr. n. št. | Puzur-Ištarjev sin. Uporabljal je kraljevski naslov.                                                                      |
| Hanun-Dagan                |  | okoli 2016–2008 pr. n. št. | Puzur-Ištarjev sin. Uporabljal je kraljevski naslov.                                                                      |
| Isi-Dagan                  |  | okoli 2000 pr. n. št.      | Ime je napisano na pečatu.                                                                                                |
| Enin-Dagan                 |  |                            | Isi-Daganov sin. |
| Itur-(...)                 |  |                            | Ime je poškodovano. Med njim in Enin-Daganom je praznina.                                                                 |
| Amer-Nunu                  |  |                            | Ime je napisano na pečatu.                                                                                                |
| Tir-Dagan                  |  |                            | Itur...jev sin. |
| Dagan-(...)                |  |                            | Ime je poškodovano. Zadnji izpričani Šakkanakku.                                                                          |
| Dinastija Lim              |  |                            | |
| Jagid-Lim                  |  | okoli 1830–1820 pr. n. št. | Morda vladal v Suprumiu in ne v Mariju.                                                                                   |
| Jahdun-Lim                 |  | c. 1820–1798 BC            | |
| Sumu-Jaman                 |  | okoli 1798–1796 pr. n. št. | |
| Asirsko obdobje            |  |                            | |
| Jasmah-Adad                |  | ikoli 1796–1776 pr. n. št. | Sin Šamši Adada I. Asirskega.                                                                                             |
| Išar-Lim                   |  | okoli 1776 špr. n. št.     | Asirski uradnik, ki je med Jasmah-Adadovim pobegom in Zimri-Limovim prihodom za nekaj mesecev uzurpiral marijski prestol. |
| Restavracija dinastije Lim |  |                            | |
| Zimri-Lim                  |  | c. 1776–1761 BC            | |

## Sedanje stanje
Izkopavanja so se ustavila zaradi sirske državljanske vojne, ki se je začela leta 2011 in še traja (2021). Najdišče je pod nadzorom oboroženih skupin in se na veliko ropa. Uradno poročilo iz leta 2014 ugotavlja, da so se roparji osredotočili predvsem na kraljevo palačo, javna kopališča ter Ištarin in Daganov tempelj.
- Panorama z delom mestnega obzidja
- Ostanki mestnega obzidja
- Ostanki Zimri-Limove palače (2. tisočletje pr. n. št.)
- Hodnik v kraljevi palači
- Vodnjak v Mariju
- Lev iz Marija (22. stoletje pr. n. št.)
- Disk z napisom kralja Jahdun-Lima (okoli 1800 pr. n. št.)
- Glava Marijke, Louvre AO17563
- Bronasto ogledalo, Louvre AO19081
- Valjasti pečat iz Drugega marijskega kraljestva (25. stoletje pr. n. št.)